# Wayne Lotter
Wayne Lotter, né le 4 décembre 1965 à Johannesbourg (Afrique du Sud) et mort assassiné le 16 août 2017 dans le quartier de Masaki à Dar es Salaam (Tanzanie), est un acteur de la protection animale.
Il lutte particulièrement contre le braconnage d’éléphants. Il a débuté comme garde (ranger) au Parc national Kruger en Afrique du Sud. Il est vice-président de la Fédération internationale des Rangers (en),, et 
cofondateur, en 2009, de la Protected Area Management Solutions (PAMS), association de protection de la nature luttant particulièrement contre le braconnage en Tanzanie.